# 礒部花凜
礒部花凜（日语：／ Isobe Karin，1994年5月26日—）是日本的女性歌手、聲優，奈良縣出身。AMUSE所屬。大阪藝術大學舞台藝術學科音樂課程畢業。

## 人物
2014年被選為「日本環球小姐」奈良代表。
2015年12月24日從EFFECT移籍至office EN-JIN。
2018年11月30日離開事務所office EN-JIN。2019年3月1日加入AMUSE。
2019年6月10日加入組合BlooDye，與隊長高槻加奈子共同擔當主唱。
2021年1月8日與熊田茜音、堀內萬里菜、吉武千颯成立組合Healer Girls（ヒーラーガールズ）。

## 演出作品
※粗體字為主要角色。

### 電視動畫
2015年
- Go！Princess 光之美少女（女僕）

2016年
- 淘氣貓 喵喵三丁目（貝貝）

2017年
- Just Because!（夏目美緒[8]）

2020年
- 異種族風俗娘評鑑指南（咪[9]）
- 美妙射擊部（中河妙）
- 攀岩！-Sport Climbing Girls-（紅花一文[10]）

2021年
- 歌劇少女!!（考生C）

2022年
- Project Sekai（天馬咲希）
- Healer Girl 歌癒少女（藤井かな[11]）
- 不道德公會（西塔姆·薔[12]）

2024年
- 偶像大師 閃耀色彩（月岡戀鐘[13]）
- 偶像大師 閃耀色彩 2nd season（月岡戀鐘[14]）

2025年
- 無職英雄（阿絲蒂亞[15]）

### 劇場動畫
2025年
- 劇場版 世界計畫 崩壞的世界與無法歌唱的初音未來（天馬咲希[16]）

### 遊戲
- Assault Lily Last Bullet（宮川高嶺[17]）

2014年
- 偶像事變（三宅雪乃）
- 魔法偶像少女：收藏集（星川李子）※也演唱遊戲內的歌曲

2018年
- 偶像大師 閃耀色彩（月岡戀鐘[18]）
- 碧藍航線（有明）

2020年
- 為美好的世界獻上祝福！Fantastic Days（榭蘿）
- 世界計畫 繽紛舞台！ feat.初音未來（天馬咲希）
- Crash Fever（諾娜）

2022年
- 怪物彈珠（諾茵）
- 賽馬娘 Pretty Derby（第一紅寶）

### 舞台
- 大阪演員市場2012秋（2012年）飾演 真弓
- 舞台「天元突破 紅蓮螺巖〜炎擊篇〜」其之壹（2014年10月）飾演 達利
- Hwaven Eleven（2015年3月）
- Go！Princess 光之美少女 音樂劇（2015年8月－）
- 舞台「K」第二章-AROUSAL OF KING-（2015年8月）飾演 櫛名安娜
  - K-Lost Small World-（2016年7月、AiiA 2.5 Theater Tokyo、京都劇場）
- 音樂劇「信」（2016年1月－2月）飾演 中條朝美
- 音樂劇薄櫻鬼 原田左之助篇（2017年4月）飾演 雪村千鶴
- 音樂劇終將成為妳 （2019年5月）飾演 佐伯沙彌香
- 舞台劇炎炎消防隊 （2020年7月）飾演 愛麗絲

### Live
- Live5pb.（2014年11月15日）

### 電視
- SCHOOL OF GOD #7「大塚製藥「SoyCarat 辣椒味」篇」（仙台放送、2014年10月17日）

### 廣播
- Radio Because! 〜花凜與Lynn的應援Radio〜（2017年－2018年、NICONICO頻道）[19]

### 其他
- LINE貼圖《偶像大師 閃耀色彩》（2019年，月岡戀鐘）
- 溫泉女孩（湯平燈華）[20]

## 音樂CD

### 歌手名義
| 發售日   | 商品名稱                                           | 演唱名義           | 歌曲                   | 備註                                          |
| 2015年   | 2015年                                             | 2015年             | 2015年                 | 2015年                                        |
| -------- | -------------------------------------------------- | ------------------ | ---------------------- | --------------------------------------------- |
| 3月4日   |                                                    | 礒部花凜           | 「Miracle Go!」        | 電視動畫《Go！Princess 光之美少女》片頭曲     |
| 7月15日  | Go！Princess 光之美少女 歌曲專輯1                  | 礒部花凜           | 「Proof of life 〜〜」 | 電視動畫《Go！Princess 光之美少女》相關歌曲》 |
| 11月11日 | Go！Princess 光之美少女 歌曲專輯2 〜For My Dream〜 | 礒部花凜、北川理惠 | 「」                   | 電視動畫《Go！Princess 光之美少女》相關歌曲》 |

### 角色歌
| 發售日   | 商品名稱                                                                   | 演唱名義                                                            | 歌曲                                            | 備註                               |
| 2014年   | 2014年                                                                     | 2014年                                                              | 2014年                                          | 2014年                             |
| -------- | -------------------------------------------------------------------------- | ------------------------------------------------------------------- | ----------------------------------------------- | ---------------------------------- |
| 11月20日 | 不適用                                                                     | 星川李子（礒部花凜）                                                | 「」 「」 「」                                  | 遊戲《魔法偶像少女：收藏集》插入曲 |
| 2017年   |                                                                            |                                                                     |                                                 |                                    |
| 11月22日 | behind                                                                     | 夏目美緒（礒部花凜）、森川葉月（芳野由奈）、小宮惠那（Lynn (聲優)） | 「behind」                                      | 電視動畫《Just Because!》片尾曲    |
| 11月22日 | behind                                                                     | 夏目美緒（礒部花凜）、森川葉月（芳野由奈）、小宮惠那（Lynn (聲優)） | 「take_one」                                    | 電視動畫《Just Because!》相關歌曲  |
| 2018年   |                                                                            |                                                                     |                                                 |                                    |
| 6月6日   | THE IDOLM@STER SHINY COLORS BRILLI@NT WING 01「Spread the Wings!!」        | 閃耀色彩                                                            | 「Spread the Wings!!」                          | 遊戲《偶像大師 閃耀色彩》主題曲    |
| 8月1日   | THE IDOLM@STER SHINY COLORS BRILLI@NT WING 03                              | L'Antica                                                            | 「」                                            | 遊戲《偶像大師 閃耀色彩》相關歌曲  |
| 12月19日 | THE IDOLM@STER SHINY COLORS SE@SONAL WINTER                                | 閃耀色彩                                                            | 「SNOW FLAKES MEMORIES」 「Let's get a chance」 | 遊戲《偶像大師 閃耀色彩》相關歌曲  |
| 2019年   |                                                                            |                                                                     |                                                 |                                    |
| 3月9日   | THE IDOLM@STER SHINY COLORS SOLO COLLECTION -1stLIVE FLY TO THE SHINY SKY- | 月岡戀鐘（礒部花凜）                                                | 「」                                            | 遊戲《偶像大師 閃耀色彩》相關歌曲  |
| 4月10日  | THE IDOLM@STER SHINY COLORS FR@GMENT WING 01                               | 閃耀色彩                                                            | 「Ambitious Eve」 「 Shiny Days」               | 遊戲《偶像大師 閃耀色彩》相關歌曲  |
| 6月12日  | THE IDOLM@STER SHINY COLORS FR@GMENT WING 03                               | L'Antica                                                            | 「NEO THEORY FANTASY」 「}」 「Ambitious Eve」  | 遊戲《偶像大師 閃耀色彩》相關歌曲  |
| 8月18日  | THE IDOLM@STER SHINY COLORS SOLO COLLECTION -SUMMER PARTY 2019-            | 月岡戀鐘（礒部花凜）                                                | 「幻惑SILHOUETTE」                              | 遊戲《偶像大師 閃耀色彩》相關歌曲  |
| 12月18日 | THE IDOLM@STER SHINY COLORS FUTURITY SMILE                                 | 閃耀色彩                                                            | 「FUTURITY SMILE」 「Spread the Wings!!」       | 遊戲《偶像大師 閃耀色彩》相關歌曲  |
| 2020年   |                                                                            |                                                                     |                                                 |                                    |
| 2月12日  | THE IDOLM@STER SHINY COLORS SWEET♡STEP                                     | 閃耀色彩                                                            | 「SWEET♡STEP」 「Multicolored Sky」             | 遊戲《偶像大師 閃耀色彩》相關歌曲  |
| 3月21日  | THE IDOLM@STER SHINY COLORS SOLO COLLECTION -SPRING PARTY 2020-            | 月岡戀鐘（礒部花凜）                                                | 「NEO THEORY FANTASY」                          | 遊戲《偶像大師 閃耀色彩》相關歌曲  |
| 4月8日   | THE IDOLM@STER SHINY COLORS GR@DATE WING 01                                | 閃耀色彩                                                            | 「」 「Dye the sky.」                           | 遊戲《偶像大師 閃耀色彩》相關歌曲  |

### 组合成员
1. 1 2  櫻木真乃（關根瞳）、風野燈織（近藤玲奈）、八宮繚（峯田茉優）、月岡戀鐘（礒部花凜）、田中摩美美（菅沼千紗）、白瀨咲耶（八卷安奈）、三峰結華（成海瑠奈）、幽谷霧子（結名美月）、小宮果穗（河野日和）、園田智代子（白石晴香）、西城樹里（永井真里子）、杜野凜世（丸岡和佳奈）、有栖川夏葉（涼本秋穗）、大崎甘奈（黑木穗乃香）、大崎甜花（前川涼子）、桑山千雪（芝崎典子）
2. 1 2  月岡戀鐘（礒部花凜）、田中摩美美（菅沼千紗）、白瀨咲耶（八卷安奈）、三峰結華（成海瑠奈）、幽谷霧子（結名美月）
3. 1 2 3  櫻木真乃（關根瞳）、風野燈織（近藤玲奈）、八宮繚（峯田茉優）、月岡戀鐘（礒部花凜）、田中摩美美（菅沼千紗）、白瀨咲耶（八卷安奈）、三峰結華（成海瑠奈）、幽谷霧子（結名美月）、小宮果穗（河野日和）、園田智代子（白石晴香）、西城樹里（永井真里子）、杜野凜世（丸岡和佳奈）、有栖川夏葉（涼本秋穗）、大崎甘奈（黑木穗乃香）、大崎甜花（前川涼子）、桑山千雪（芝崎典子）、芹澤朝日（田中有紀）、黛冬優子（幸村惠理）、和泉愛依（北原沙彌香）
4. ↑  櫻木真乃（關根瞳）、風野燈織（近藤玲奈）、八宮繚（峯田茉優）、月岡戀鐘（礒部花凜）、田中摩美美（菅沼千紗）、白瀨咲耶（八卷安奈）、三峰結華（成海瑠奈）、幽谷霧子（結名美月）、小宮果穗（河野日和）、園田智代子（白石晴香）、西城樹里（永井真里子）、杜野凜世（丸岡和佳奈）、有栖川夏葉（涼本秋穗）、大崎甘奈（黑木穗乃香）、大崎甜花（前川涼子）、桑山千雪（芝崎典子）、芹澤朝日（田中有紀）、黛冬優子（幸村惠理）、和泉愛依（北原沙彌香）、淺倉透（和久井優）、樋口圓香（土屋李央）、福丸小糸（田嶌紗蘭）、市川雛菜（岡咲美保）

## 外部連結
- Amuse事務所公開簡歷 （页面存档备份，存于）（日語）
- 前事務所公開簡歷（日語）
- 礒部花凜官方BLOG「C's Diary」 （页面存档备份，存于）（日語）
- 礒部花凜 official的X（前Twitter）（日語）
- 礒部花凜 official的Instagram帳戶（日語）